# Bilkisu Funtuwa
Hajiya Bilkisu Salisu Ahmed Funtuwa , née vers 1960, est une femme de lettres nigériane. Elle écrit des romans en Haoussa qui mettent l'accent sur des personnages de femmes musulmanes, et la vie de ses femmes. Elle est l'un des écrivains les plus connus d'un corpus nord-nigérian de fiction populaire désigné sous le nom de littérature de marché Kano et connu des locuteurs haoussa comme Littattafan Soyayya (romans d'amour).

## Éléments biographiques
Elle vit avec sa famille à Funtua, dans l'État de Katsina, situé dans le nord du Nigeria.Son premier ouvrage en trois volumes, Allura Cikin Ruwa (Une aiguille dans une botte de foin), est publiée en 1983, et en partie, s'appuie comme les suivants, sur sa propre expérience,,.

## Ses œuvres
Ses œuvres en langue haoussa semblent en surface des fictions tendres s'inscrivant dans la littérature populaire dite Littattafan Soyayya (livres d'amour). Mais leurs trames romanesques combinent des thèmes du féminisme et des droits des femmes avec les questions relatives à la communauté Haoussas et l'Islam, en puisant dans sa propre expérience en tant que membre de ces groupes,,.
Bilkisu Funtuwa prend en compte la situation des femmes, et par exemple les mariages précoces, ou la pratique de la polygamie qui constituent un élément de la réalité de leur vie, et, à travers ses œuvres de fiction, suggèrent à ses lectrices des façons de réagir dans de  telles circonstances. Ses œuvres se concentrent autour des protagonistes féminines. Elle s'attache à montrer l'importance de l'éducation . Elle met en avant également l'intérêt d'une activité professionnelle et les possibilités d'épanouissement professionnel. Dans son ouvrage Sirrin boye (Secret caché), trois personnages féminins sont des femmes médecins ; dans Wa Ya San Gobe (Qui sait demain?), un personnage est une enseignante qui devient ministre de l'éducation ; ou encore dans Sa'adatu sa'ar mata (Sa'adatu, la chance des femmes), le personnage féminin principal est une journaliste. Un autre de ses thèmes est l'importance des relations au sein du couple, la passion amoureuse, la nécessité de rapports empreints de respect, l'intimité du couple, les passe-temps mutuels,,.

## Principales publications
- 1983: Allura Cikin Ruwa (Une aiguille dans une botte de foin)
- 1996: Wa Ya San Gobe (Qui sait demain?)
- 1997: Ki Yarda da Ni (Sois d'accord avec moi)